# Euxestonotus parallelus
Euxestonotus parallelus är en stekelart som först beskrevs av Jean-Jacques Kieffer 1913.  Euxestonotus parallelus ingår i släktet Euxestonotus och familjen gallmyggesteklar. Inga underarter finns listade i Catalogue of Life.